# Palatinat-Simmern-Deux-Ponts
1410–1459
Entités précédentes :
- Palatinat du Rhin
- Comté de Deux-Ponts

Entités suivantes :
- Palatinat-Deux-Ponts
- Palatinat-Simmern

La principauté de Palatinat-Simmern-Deux-Ponts (en allemand : Fürstentum Pfalz-Simmern-Zweibrücken) est un État éphémère du Saint-Empire romain germanique créé par la division des territoires contrôlés par les comtes palatins du Rhin en 1410.
En 1459, après le décès de son unique souverain, Étienne de Bavière, il est divisé par les deux fils de ce dernier en Palatinat-Simmern et Palatinat-Deux-Ponts.

## Histoire
En 1410, à la mort de Robert III du Palatinat, électeur palatin et roi de Germanie, la Maison de Wittelsbach se divise en quatre branches:
- L'aîné des fils de Robert, Louis III, hérite du titre d'électeur palatin et conserve le siège d'Heidelberg ;
- Jean, le second, fonde la branche cadette de Palatinat-Neumarkt ;
- Étienne, le troisième, fonde la branche cadette de Palatinat-Simmern-Deux-Ponts et vient s'établir à Simmern ;
- Et Othon, le cadet, fonde quant à lui la branche cadette de Palatinat-Mosbach.

La même année, Étienne épouse Anne de Veldenz, fille et héritière du comte Frédéric III de Veldenz, qui possède le comté du même-nom et la moitié du comté de Sponheim. Dès le mariage, il est clairement établit qu'Étienne ou ses fils prendront la succession de Frédéric III. Ainsi, en 1444, à la mort de Frédéric, le comté de Veldenz et la moitié du comté de Sponheim deviennent possessions des Palatinat-Simmern-Deux-Ponts.
Lorsqu'Étienne décède à son tour, en 1459, ses terres sont partagées entre ses deux fils:
- L'aîné, Frédéric, devient duc de Simmern et comte palatin de Sponheim, et fonde ainsi la branche des Palatinat-Simmern ;
- Le cadet, Louis, devient duc de Deux-Ponts et comte palatin de Veldenz, et fonde ainsi la branche des Palatinat-Deux-Ponts.